# Gürtelmull
Der Gürtelmull, auch Kleiner Gürtelmull, (Chlamyphorus truncatus) ist eine Art der Gürteltiere (Dasypoda) und gehört gemeinsam mit dem Burmeister-Gürtelmull (Calyptophractus retusus) zu den kleinsten Vertretern dieser Familie. Wie dieser lebt er größtenteils unterirdisch und ernährt sich hauptsächlich von Insekten. Über die Lebensweise des Gürtelmulls ist darüber hinaus kaum etwas bekannt. Da der Gürtelmull nur selten beobachtet wird, kann zum Status seiner Bedrohung gegenwärtig keine Aussage gemacht werden.

## Merkmale

### Habitus

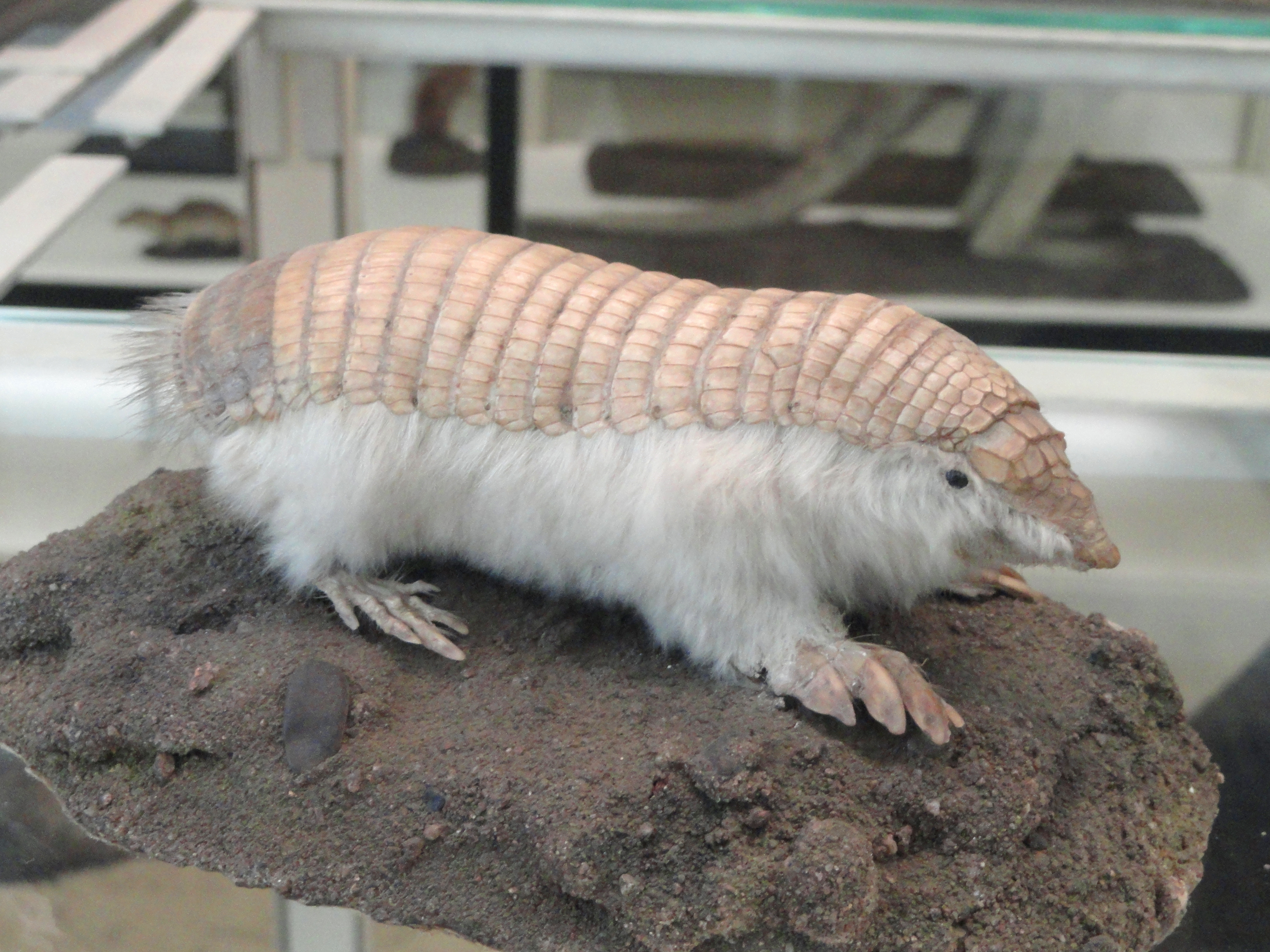
Ausgestopfter Gürtelmull

Der Gürtelmull gehört zu den kleinsten Vertretern der Gürteltiere und erreicht eine Kopf-Rumpf-Länge von 11 bis 15,4 cm, der Schwanz wird rund 3 cm lang, das Gewicht liegt bei circa 120 g. Der Kopf ist mit 4 cm Länge relativ kurz und an der Schnauze schmal, im hinteren Bereich aber breit. Die sehr kleinen Augen liegen dabei etwa 2 cm auseinander; charakteristisch ist aber vor allem das Fehlen von sichtbaren Ohrmuscheln, die nur durch eine leichte Erhebung dicht hinter den Augen angedeutet sind. Der typische Kopfschild wird sehr breit und besteht im hinteren Abschnitt aus größeren Knochenplättchen, die in Reihen angeordnet sind. Im vorderen Bereich, der bis nahe zur Nase reicht, sind diese kleiner und eher unsortiert. Der Rückenpanzer, der sich kontinuierlich aus dem Kopfschild entwickelt, ist im Gegensatz zu dem des Burmeister-Gürtelmulls (Calyptophractus retusus) nur an der mittleren Körperachse mit dem Skelett verbunden. Er besteht ebenfalls aus in 24 Reihen angeordneten, quadratisch bis rhombisch geformten Knochenplättchen, wobei jede Reihe durch eine schmale Hautfalte abgesetzt wird. Lediglich einige wenige Reihen am vorderen und hinteren Ende des Rückenpanzers sind fest verwachsen. Die Anzahl der knöchernen Plättchen pro Reihe variiert von 15 bis 22, im hinteren Panzerbereich, der am breitesten ist, liegt sie bei 24. Die hinterste Reihe knickt nach unten ab und steht senkrecht zur Körperachse, wo sie den Becken- oder Steißpanzer formt, eine Bildung, die außer beim Burmeister-Gürtelmull bei keiner anderen Gürteltierart vorkommt. Sie hat eine ovale Form und weist eine Einbuchtung am unteren Rand auf, an der der Schwanz ansetzt, und besteht aus fünf halbkreisartig angeordneten Knochenplättchen von ebenfalls quadratischer Form. Eine weitere Panzerung findet sich am Schwanz, der flach und spachtelförmig ausläuft, im Gegensatz zum spitzen Schwanz des Burmeister-Gürtelmulls. Der gesamte Panzer ist rosafarben oder gelblich gefärbt, äußerst selten treten völlig schwarz gefärbte Tiere auf (Melanismus). Oberhalb des Beckenpanzers ragt ein Saum von langen, borstenartigen Haaren hervor. Die Flanken und der Bauch sind gleichfalls mit dichtem, weißem Fell bedeckt. Die kurzen Gliedmaßen enden vorn in vier und hinten in fünf Zehen, die starke, gebogene Krallen tragen, wobei die mittleren der Vorderfüße mit bis zu 2 cm Länge am kräftigsten ausgebildet sind.

### Schädel- und Skelettmerkmale
Das Gebiss besteht aus einfachen, nagelartig geformten Zähnen, die an Molaren erinnern, jedoch durch das Fehlen von Zahnschmelz von jenen der anderen Säugetiere abweichen. Je Kieferbogen befinden sich im Oberkiefer 7 bis 8, im Unterkiefer 8 Zähne, insgesamt also 30 bis 32. Der Schwanz wird weiterhin aus insgesamt 14 Wirbeln gebildet. Markant ist vor allem die Ausprägung der Vorderbeine, die an der Ulna ein kräftiges oberes Gelenk (Olecranon) besitzen. Dieses erreicht eine Ausdehnung von 1,2 cm bei einer Gesamtknochenlänge von 2,9 cm. Derartig massive Gelenke an den Vorderbeinen sind typisch für Tiere mit grabender Lebensweise.

### Sinnesleistungen und Lautäußerungen
Die stark verkleinerten Augen weisen eine große Linse auf, die hinten stärker gekrümmt ist als vorn, außerdem ist die Retina stark pigmentiert. Daraus geht hervor, dass der Gürtelmull nur einzelne Helligkeitsunterschiede wahrnimmt und so an eine unterirdische Lebensweise angepasst ist. Dagegen verfügt der Gürtelmull wie die meisten Gürteltiere über einen sehr gut entwickelten Geruchssinn, der vor allem der Nahrungssuche dient. Als Lautäußerungen sind lediglich Schreie bekannt, die im Zustand des Erschreckens oder bei Gefahr ausgestoßen werden.

## Verbreitung

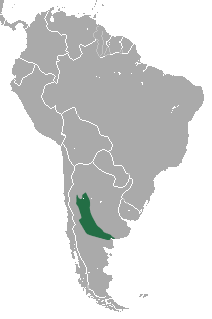
Verbreitungsgebiet

Der Gürtelmull lebt ausschließlich im südlichen Südamerika in den Ebenen des zentralen Argentinien. Hier kommt er vom Meeresspiegelniveau bis zu einer Höhe von 1500 m vor. Das Gesamtverbreitungsgebiet wird mit 350.000 km² angegeben, die Größe des tatsächlich bewohnten Gebietes oder die Dichte der Population sind aber weitgehend unbekannt. Als bevorzugte Habitate gelten trockene Grasländer und sandige Ebenen mit buschartiger Vegetation, die sich durch trockene Klimate mit weniger als 400 mm Jahresniederschlag auszeichnen.

## Lebensweise
Die Lebensweise des Gürtelmulls ist weitgehend unerforscht. Er ist einzelgängerisch und sowohl tag- als auch nachtaktiv, eine einzelne Aktivitätsphase dauert bis zu drei Stunden, die mit Futtersuche und Graben verbracht wird, worauf bis zu sechs Stunden Ruhe folgen. Dabei lebt der Gürtelmull in unterirdischen, selbst gegrabenen Bauen und kommt nur selten an die Oberfläche. Allgemein ist er ein geschickter Gräber, der sich binnen weniger Sekunden eingraben kann, wobei er meistens mit der Nase zu scharren beginnt, später die kräftigen Vorderpfoten benutzt und mit den Hinterbeinen die Erde wegdrückt. Dabei verhindert sein abgewinkelter Steißpanzer häufig das Zurückfallen des Aushubs in den gegrabenen Tunnel. Mehrere Typen an Bauen sind bekannt: So gibt es einerseits sehr kleine Höhlen, die wohl kurzzeitige Verstecke darstellen, andererseits auch mehrere Meter lange und überwiegend unverzweigte Gänge mit zwei oder mehreren, 6 bis 7 cm weiten Eingängen, zudem können am Ende der Gänge auch vergrößerte Kammern auftreten. Beide Bautypen werden in der Regel in Hanglagen eingegraben und reichen selten tiefer als 15 cm unter die Oberfläche. Auch die Nahrungsaufnahme erfolgt weitgehend unterirdisch; als Hauptspeise werden vor allem Insekten, zumeist Käfer und deren Larven, aber auch Ameisen, Würmer und Schnecken verzehrt, nur selten frisst die Gürteltierart pflanzliches Material wie Wurzeln. Der Gürtelmull ist somit als ein generalisierter Insektenfresser einzustufen. Über die Fortpflanzung ist kaum etwas bekannt, möglicherweise kommt pro Wurf ein Jungtier zur Welt, das 3 bis 4 cm groß ist. Die Geburt findet im Sommer statt. Bei drohender Gefahr gräbt sich ein Tier ein und verschließt mit der Beckenpanzerung den Eingang des Baues; im offenen Gelände setzt es sich auf den Steißpanzer und krümmt den Körper, um den empfindlichen Bauch zu schützen.

## Systematik
Der Gürtelmull ist die einzige Art aus der somit monotypischen Gattung Chlamyphorus, die innerhalb der Gruppe der Gürteltiere (Dasypoda) zur Familie der Chlamyphoridae und zur Unterfamilie der Chlamyphorinae gestellt wird. Der Unterfamilie gehört als einziges weiteres rezentes Mitglied der Burmeister-Gürtelmull (Calyptophractus retusus) an, fossil ist noch die Gattung Chlamydophractus belegt. Als die nächsten Verwandten der Chlamyphorinae und gleichzeitig als deren Schwestergruppe sind die Tolypeutinae zu betrachten, die das Riesengürteltier (Priodontes maximus), die Kugelgürteltiere (Tolypeutes) und die Nacktschwanzgürteltiere (Cabassous) einschließen. Weiter außerhalb in der Verwandtschaftsfolge stehen die Euphractinae mit dem Sechsbinden-Gürteltier (Euphractus sexinctus), dem Zwerggürteltier (Zaedyus pichiy) und den Borstengürteltieren (Chaetophractus). Laut molekulargenetischen Untersuchungen trennten sich die Tolypeutinae und Chlamyphorinae bereits im Oligozän vor 33 Millionen Jahren, die Aufspaltung der Gürtelmulle in die beiden heutigen Gattungen erfolgte im Unteren Miozän vor rund 19 Millionen Jahren. Die ältesten Fossilnachweise des Gürtelmulls sind aus dem Pleistozän überliefert.
Es sind keine Unterarten des Gürtelmulls bekannt, die Art ist somit monotypisch. Erstmals beschrieben wurde sie im Jahr 1825 von Richard Harlan, der dafür ein Individuum benutzte, welches im Jahr zuvor von William Colesberry dem Naturhistorischen Museum von Philadelphia übereignet worden war und welches aus der argentinischen Provinz Mendoza stammte. Colesberry gab dabei an, dass das Tier lebendig gefangen wurde, aber nur wenige Tage in Gefangenschaft überlebt hatte. Nur fünf Jahre später verwendete Johann Georg Wagler die Bezeichnung Chlamydophorus für den Gürtelmull, die vor allem im weiteren Verlauf des 19. Jahrhunderts häufig Verwendung fand. Teilweise wurde in jüngerer Vergangenheit auch der Burmeister-Gürtelmull (Calyptophractus retusus) in der Gattung Chlamyphorus geführt, seit dem Jahr 2004 wird er jedoch offiziell zu einer eigenen Gattung verwiesen. Lokal ist für den Gürtelmull auch der Name „Pichiciego“ im Gebrauch, Leopold Fitzinger nutzte aufgrund des vom Burmeister-Gürtelmull abweichenden Baus des Panzers zusätzlich den deutschen Trivialnamen „Mantelgürtelthier“.

## Bedrohung

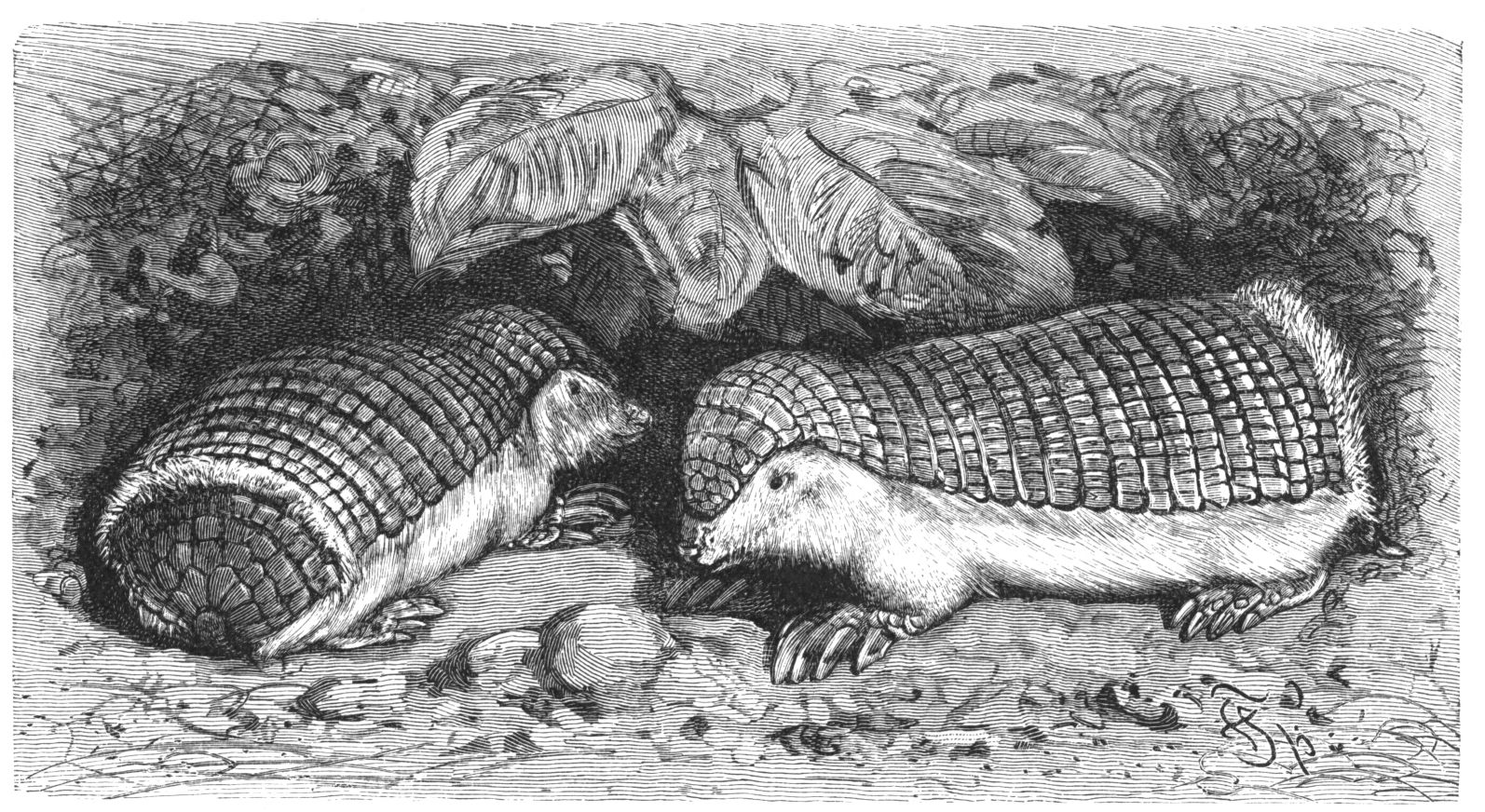
Gürtelmulle (Stich, 1927)

Der Gürtelmull ist ein eher seltenes Tier, aufgrund seiner unterirdischen Lebensweise wird er zudem selten beobachtet. Allerdings konnte in einer Studie aus dem Jahr 2011 eine deutlich weitere Verbreitung ermittelt werden als ursprünglich angenommen. Zugleich ist auch ein erheblicher Rückgang an Sichtungen dieser Gürteltierart zu vermerken, was als ein Schwinden der Populationen angesehen wird. Die Gründe dafür liegen in der Umwandlung des Lebensraums in Acker- und Weideland sowie in der Nachstellung durch frei lebende Katzen und anderer Tiere, vom Menschen wird sie aber kaum gejagt.
Aufgrund der Seltenheit und fehlender wissenschaftlicher Beobachtungen stuft die IUCN den Gürtelmull in die Kategorie „unzureichende Datenlage“ (data deficient) ein. Darüber hinaus ist es bisher nicht gelungen, diese Gürteltierart in Gefangenschaft zu züchten. Einer der jüngsten Versuche endete nach acht Monaten, wobei eine hohe Stressanfälligkeit beobachtet wurde; überhaupt ist die Haltung dieser Tiere schwierig, kein Tier hat in menschlicher Obhut länger als drei oder vier Jahre überlebt. Der Gürtelmull ist in mehreren Naturschutzgebieten vertreten, etwa im Nationalpark Lihué Calel und im Nationalpark Talampaya.